# Karel Weiss
Karel Weiss (tudi Weis), češki skladatelj, * 13. februar 1862, Praga, Češka, † 4. april 1944, Praga.
Najbolj je poznan kot avtor oper in operet, spisal jih je enajst. Njegovo danes najbolj znano delo je opera Poljski žid, ki je bila uprizorjena tudi na odru ljubljanske Opere leta 1906. Prav tam je bila uprizorjena še njegova opera Naskok na mlin.
Poleg komponiranja se je ukvarjal z zbiranjem ljudskega slovstva.